# نفوذ اتمی

یون‌های ^{+}H در یک شبکه ^{-2} O از یخ فوق یونی پخش می‌شوند

نفوذ اتمی یک فرایند انتشار است که در آن، حرکت حرارتی تصادفی اتم‌ها در یک جامد منجر به انتقال خالص اتم‌ها می‌شود.
به‌طور کلی نفوذ به دو دستهٔ نفوذ در سیال (مایعات و گازها) و نفوذ در جامدات تقسیم می‌شود.
نفوذ در سیال، حاصل حرکت رندوم و براونی است.
به عنوان مثال، اتم‌های هلیم درون یک بالون می‌توانند از دیواره بالون پخش شده و خارج شوند و در نتیجه بادکنک به آرامی تخلیه شود. سایر مولکول‌های هوا (مانند اکسیژن و نیتروژن) جنب و جوش کم تری دارند در نتیجه، آهسته‌تر در دیواره بالون پخش می‌شوند. در دیواره بالون یک گرادیان غلظت وجود دارد، زیرا بالون در ابتدا با هلیم پر شده بود، بنابراین مقدار زیادی هلیم در داخل بالون وجود دارد، اما هلیم نسبتاً کمی در خارج بالون وجود دارد (هلیم جزء اصلی هوا نیست). نرخ انتقال توسط نفوذ و گرادیان غلظت کنترل می‌شود.
ترکیب آلومینیوم و نیکل، مثال خوبی برای نفوذ در جامدات می‌باشد؛ چرا که روی سطح آن، حلقه‌های مختلفی تشکیل می‌شود و این حلقه‌ها بزرگ‌تر می‌شوند. دلیل این رویداد این است که اتم‌ها به سطح می‌آیند و در جای سابق آن‌ها، حفره شکل می‌گیرد.

## نفوذ در جامدات
در جامدات، دو نوع نفوذ داریم که یکی خود نفوذی و دیگری، نفوذ بینابینی است.
در خود نفوذی، اتم‌های یک عنصر در شبکهٔ آن عنصر جابه‌جا می‌شوند.
در نفوذ بینابینی، اتم‌های یک عنصر در داخل اتم‌های عنصری دیگر از یک شبکه قرار می‌گیرد. در واقع در نفوذ بینابینی، اتم‌های یک عنصر نسبت به عنصری دیگر جابه‌جا می‌شوند.

نفوذ اتمی در یک شبکه مکعبی: توجه داشته باشید که اتم ها اغلب جلوی یکدیگر را برای حرکت به مکان‌های مجاور می‌گیرند. طبق قانون فیک، شار خالص (یا حرکت اتم‌ها) همیشه در جهت مخالف گرادیان غلظت است.

تهی جایی

در جامد کریستالی، نفوذ در داخل شبکه کریستالی توسط مکانیزم‌های بینابینی یا جانشینی رخ می‌دهد و به آن نفوذ شبکه می‌گویند. در نفوذ شبکه بینابینی، یک پخش کننده (مانند C در آلیاژ آهن)، در بین ساختار شبکه یک عنصر کریستالی دیگر پخش می‌شود. در نفوذ شبکه جانشینی (به عنوان مثال، خود نفوذی)، اتم تنها می‌تواند با جایگزینی مکان با اتم دیگری حرکت کند. نفوذ شبکه جانشینی اغلب مشروط به در دسترس بودن نقاط خالی در سراسر شبکه کریستالی است. ذرات پراکنده با پرش سریع و اساساً تصادفی به اطراف (انتشار پرش) از جای خالی به نقطه خالی مهاجرت می‌کنند.
به عاملی که از نفوذ اتم ممانعت می‌کند، سد انرژی می‌گویند.
سد انرژی در مکانیزم بینابینی از مکانیزم تهی جایی، کم‌تر است بنابراین سرعت نفوذ در آن از مکانیزم تهی جایی بیش تر است.
کاربردهای نفوذ اتمی:
1. سخت سازی آهن با استفاده از نفوذ کربن در آن و افزایش درصد کربن در آهن: سخت سازی فولاد به‌طور مستقیم و با افزایش درصد کربن در آلیاژ آن، هم کار دشواری است و هم موجب ترد شدن فولاد می‌شود؛ بنابراین با استفاده از نفوذ کربن می‌توانیم آهن را به‌طور بهینه ای سخت کنیم.
2. مثبت و منفی کردن نیمه رسانا با استفاده از نفوذ اتم: از آن جا که نیمه رساناها از جنس سیلیکن (سیلیسیم) هستند، می‌توان با نفوذ فسفر یا آلومینیوم در سیلیسیم، برخی از قسمت‌های نیمه رسانا را منفی یا مثبت کرد.

روابط:
نفوذ فرایند وابسته به زمان است.
سرعت نفوذ (شار) را به شکل زیر بررسی می‌کنیم:
{\displaystyle J={\frac {M}{A\times t}}}در فرمول فوق، M جرم یا مقدار مول ماده نفوذکننده، A سطح نفوذ و t زمان نفوذ است.
یک اتم جهش‌های متعددی را به عمل می‌آورد که ممکن است منجر به قرار گرفتن در یک حفره شود. برای یک اتم در یک کریستال بدون نقص، حرکت را می‌توان با مدل "راه رفتن تصادفی" توصیف کرد. در ۳ بعدی می‌توان نشان داد که بعد از {\displaystyle n} n جهش با طول α، اتم به‌طور میانگین، r را می‌پیماید:
{\displaystyle r=\alpha {\sqrt {n}}}
با کمک قانون اول فیک، شار را می‌توان برحسب غلظت و فاصله نیز به دست آورد:
{\displaystyle J=-D{\operatorname {d} \!C \over \operatorname {d} \!X}}در رابطه فوق، ِ D ضریب نفوذ، C غلظت و X فاصله و موقعیت مکانی می‌باشد.
قانون دوم فیک که برخلاف قانون اول، شرط زمان را لحاظ می‌کند، به شکل زیر است:
{\displaystyle {\partial C \over \partial t}=D{\partial ^{2}C \over \partial X^{2}}}در رابطه فوق مانند رابطهٔ قبلی، D ضریب نفوذ، C غلظت و X فاصله و موقعیت مکانی می‌باشد. t نیز زمان می‌باشد.
مقدار فاصله ای که اتم می‌پیماید با مجذور حاصل ضرب فرکانس جهش در زمان، تناسب دارد. در رابطهٔ زیر، T فرکانس جهش و t زمان است.
فرکانس جهش به معنای تعداد جهش در واحد زمان می‌باشد و واحد آن، جهش بر ثانیه است.
{\displaystyle r\sim {\sqrt {Tt}}}
ضریب نفوذ را می‌توان برای مواد مختلف از رابطهٔ زیر محاسبه کرد:
{\displaystyle D=D_{0}\exp({\frac {-Q_{d}}{R\times T}})}در رابطهٔ فوق، D0 ثابت اکسپوننشیال، Qd انرژی اکتیواسیون، R ثابت گازها و T دمای مطلق می‌باشد.
R برابر با ۸٫۳۱۴ ژول بر مول بر کلوین است.
به تفاوت انرژی آزاد بین وضعیت نرمال و فعال، انرژی اکتیواسیون می‌گویند.
عوامل مؤثر در نفوذ:
نفوذ در مواد پلی کریستالی می‌تواند مکانیسم‌های نفوذ اتصال کوتاه را شامل شود. برای مثال، در امتداد مرزدانه‌ها و برخی عیوب کریستالی مانند نابجایی که در اثر تغییر شکل کریستال یا در هنگام انجماد یا عملیات حرارتی به وجود می‌آید، فضای باز بیشتری وجود دارد؛ در نتیجه انرژی اکتیواسیون کمتری برای نفوذ فراهم می‌شود؛ بنابراین، نفوذ اتمی در مواد پلی کریستالی اغلب با استفاده از یک ضریب نفوذ مؤثر، که ترکیبی از شبکه و ضرایب نفوذ مرز دانه است، مدل‌سازی می‌شود. به‌طور کلی، نفوذ سطحی بسیار سریع تر از نفوذ مرز دانه و نفوذ مرز دانه بسیار سریع تر از نفوذ شبکه رخ می‌دهد.
در زمان یکسان، بین نشینی، ضریب نفوذ بیش تری دارد چرا که اتم در حفرات حرکت می‌کند و نیاز به جابجایی حفره نیست. به‌طور مثال، ضریب نفوذ کربن در آهن از آهن در آهن بیش تر است.
هرچه ساختار، تراکم کم تری داشته باشد، فاصله‌ها بیش تر و فضای باز بیش تر است؛ بنابراین ضریب نفوذ بیش تر است.
هرچه دما افزایش یابد، ضریب نفوذ نیز افزایش خواهد یافت و بالعکس.

## نفوذ در مواد نیمه رسانا
مواد نیمه‌رسانا به‌علت ویژگی‌های منحصر به‌فردی که دارند، در صنعت الکترونیک نقش مهمی را ایفا می‌کنند.یکی از این ویژگی‌ها، قابلیت نفوذپذیری آنها می‌باشد. با نفوذ‌دادن مواد مختلف، به روش‌های مختلف، می‌توان در خواص و رفتار این‌گونه مواد تغییر ایجاد کرد، و با توجه به نیاز، از این مواد تغییر‌یافته استفاده کرد. یکی از کاربرد‌های نفوذ در مواد نیمه رسانا، ساختن ترانزیستور‌ها و دیود‌هاست. 
ترانزیستور‌ها از این فرایند، برای کنترل جریان الکتریکی استفاده می‌‌کنند. نفوذ می‌تواند به‌عنوان یک دروازه عمل کند و جریان الکتریکی و ولتاژ را تنظیم کند.هم‌چنین نفوذ در مواد نیمه‌رسانا در ساخت دیود‌ها نیز، یک فرآیند کلیدی به‌حساب می‌آید.

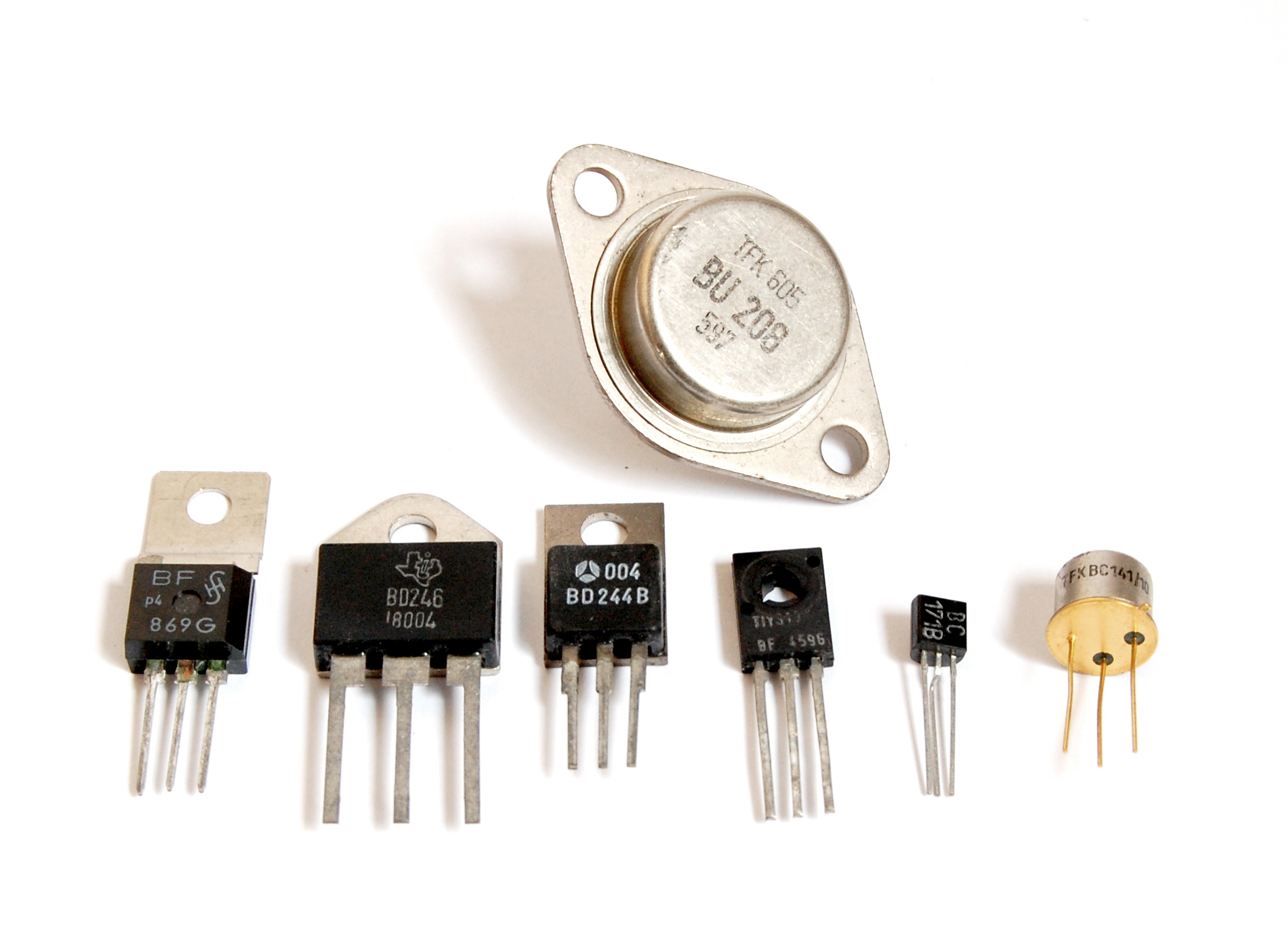
ترانزيستور

دیود های نیمه رسانا در مدار‌های الکتریکی کاربرد زیادی دارند و عمدتا هم از سیلیکون و ژرمانیوم ساخته می شوند. این دیود‌های همانند دیود‌های معمولی، دارای دو قطب آند و کاتد هستند و جریان الکتریکی را فقط در یک جهت از خود عبور می دهند.
در ادامه به انواع از نفوذ اشاره می‌شود:

۱-نفوذ حرارتی:
این نوع از نفوذ، به‌دلیل حرکت اتم‌ها در اثر افزایش دما رخ می‌دهد. وقتی دما زیاد می‌شود، انرژی جنبشی اتم‌ها و در نتیجه حرکت آن‌ها بیشتر می‌شود. اتم‌ها به اطراف خود حرکت می‌کنند، و در صورت ایجاد حفره، به داخل آن نفوذ می‌کنند.
هدف از این‌کار، بهبود خواص الکتریکی و حرارتی نیمه‌رسانا‌ها می‌باشد.
پس از به‌هم ریختن تعادل حرارتی، و به‌وجود آمدن ناهمگنی‌ها، خواص مکانیکی و الکتریکی نیمه رسانا ها تغییر می‌کنند.

۲-نفوذ جرمی:
در این نوع از نفوذ، اتم‌های سلول‌های مجاور، به علت فشار ناشی از برهم‌کنش بین اتم‌ها، و یا اعمال یک فشار خارجی، به داخل حفره‌ها رانده می‌شوند، و در ماده نفوذ پیدا می‌کنند. از این فرآیند‌ها در ساخت تراشه‌های الکترونیکی نیز استفاده می‌شود.
هم‌چنین، این فرآیند می‌تواند تصادفی باشد. به‌طوری که با حرکت تصادفی اتم‌ها، برخورد آن‌ها با یکدیگر، افزایش یا کاهش غلظت مناطقی خاص، و در نهایت نفوذ اتم ها در همدیگر، ساختار و در نهایت ویژگی‌های ماده اعم از خواص مکانیکی عوض می‌شوند.
نکته‌ی قابل توجه این است که هرچه دمای این فرآیند‌ها و زمان آن‌ها بیشتر باشد، ممکن است به افزایش نفوذ منجر شود.
شایان ذکر است که در تمام این فرآیند، میزان نفوذ، جرم ماده ی نفوذ داده شده، زمان نفوذ و سایر شرایط، به طور کاملا دقیقی کنترل‌می‌شود، و این فرایند، بسیار حساس و دقیق است.

۳- نفوذ نوری:
تابش نور با طول موج خاص، می‌تواند باعث برانگیخته‌شدن الکترون‌ها، و حتی در نهایت، کنده شدن آن‌ها بشود. در این روش، طول موج‌هایی کنترل شده به اتم تابش می‌شود، و باعث انتقال الکترون ها به لایه‌های بالاتر می‌شوند.گاهی نیز جذب فوتون‌ها توسط مواد نیمه رسانا، باعث ایجاد تغییرات خواص الکترونیکی آن‌ها می‌شود، و در شرایط کنترل شده، آن‌ها را بهبود می‌دهند.
۴- نفوذ یونی:
این نوع از نفوذ، به وسیله ی حرکت جریان یون‌ها درون نیمه رسانا انجام می‌شود.به طوری که از قسمت با غلظت بیشتر، به قسمت با غلظت کمتر می‌روند.
 افزودن دوپانت‌ها به سیلیکون:

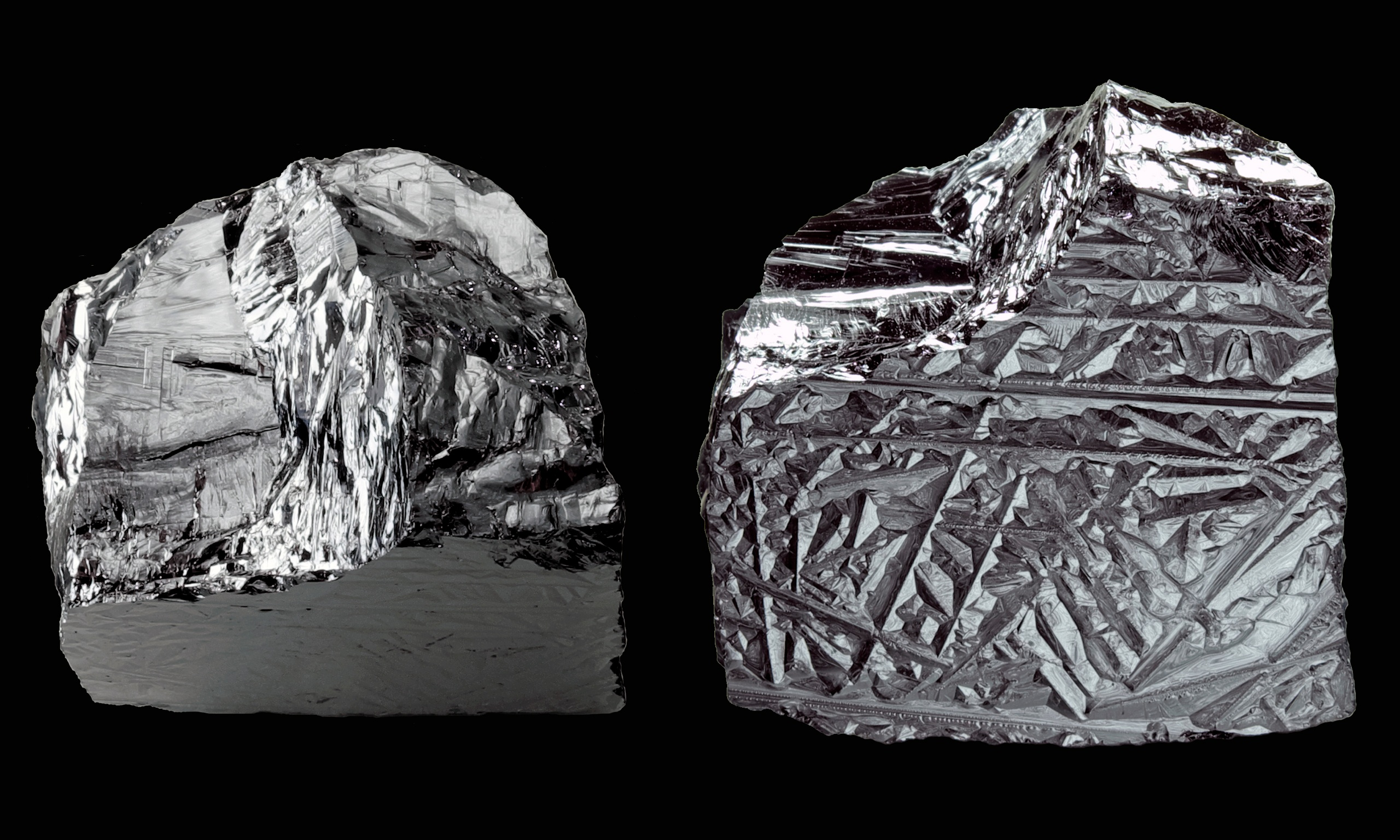
سیلیکون

یکی از پرکاربردترین نیمه رسانا ها، سیلیکون است، که با اعمال تغییرات در آن، و نفوذ مواد مختلف در آن، موادی جدید، با خواص جدید تولید می‌شوند.
یک مثال از این فرآیند، افزودن یا حذف دوپانت‌ها به سیلیکون است. 
تعداد کمی از دوپانت‌ها هستند که می توانند هدایت الکتریکی نیمه رسانا‌ها را تغییر دهند. دو نوع دوپینگ انجام می شود:
-دوپینگ سبک:
زمانی که به‌ازای حدود هر ۱۰۰ میلیون اتم ماده ی اصلی، یک اتم دوپانت اضافه‌شود، دوپینگ سبک نامیده می‌شود.
-دوپینگ سنگین:
زمانی که به‌ازای حدود هر ۱۰هزار  اتم ماده ی اصلی، یک اتم دوپانت اضافه‌شود، دوپینگت سنگین نامیده می‌شود.
افزودن دوپانت‌ها باعث افزایش هدایت الکتریکی سیلیکون می‌شود، و هم‌چنین باند‌های انرژی آن‌را تغییر می‌دهد. این نوع نفوذ، عموما به روش نفوذ حرارتی انجام می‌شود.
در این روش، سیلیکون را به همراه دوپانت‌ها در شرایط دمایی و فشاری مشخص قرار می‌دهند، تا به داخل آن نفوذ کنند.
این فرآیند چندین مرحله دارد که در زیر به آن اشاره می‌شود:
۱- آماده‌سازی سیلیکون:

نفوذ در SiO2

نمونه‌ی سیلیکون که قرار است که دوپانت‌ها در آن نفوذ داده‌شوند، نیاز است که به خوبی تمیز شود، تا عاری از هرگونه گردوغبار و آلودگی باشد. در ابتدا سیلیکون را با مواد شوینده و گاها الکلی تمیز ‌می‌کنند.
در بعضی موارد، لایه‌های محافظتی همانند اکسید سیلیسیم اضافه می شود، تا از اکسید‌شدن ماده جلوگیری کند، و همچنین اجازه‌ی پخش کامل دوپانت‌ها را به درون سیلیکون ندهد.
۲-آماده سازی دوپانت:
در ابتدا دوپانت مناسب با توجه به کاربرد موردنظر باید انتخاب شود.در بسیاری از موارد عناصری همانند فسفر، بور، آنتیموان، گالیم و ایندیم استفاده می شود. به‌طور مثال از گاز فسفین برای تهیه فسفر استفاده می‌شود.
نکته‌ی قابل توجه این است که دوپانت‌ها هم باید کاملا تمیز بشوند و عاری از هرگونه ناخالصی باشند. در غیر این‌صورت، ممکن است واکنش‌های ناخواسته‌ای همانند اکسید‌شدن، تقطیر، گسیل و… نیز در این بین صورت بگیرد، که مطلوب نباشد، و روند را تحت تاثیر قرار بدهد.
۳-انجام نفوذ:
فرآیند نفوذ معمولا در دما و فشار بالا صورت می‌گیرد. به‌طور مثال، در فرآیند نفوذ بور در سیلیکون، دما در محدوده‌ی صد‌ها درجه‌ی سانتی‌گراد متغیر است. مدت زمان واکنش هم می‌تواند از چند دقیقه تا چند ساعت متغیر باشد. بعنوان مثالی دیگر، نفوذ فسفر در سیلیکون، نیازمند دمایی در حدود ۸۰۰-۱۲۰۰ درجه‌ی سانتی‌گراد است، و زمان این واکنش گاهی طولانی تر از زمان واکنش بور در سیلیکون می‌شود.
۴- پس‌‌پردازش:
پس از انجام نفوذ، باید تمام لایه‌های نفوذی، خواص الکتریکی و گرمایی آن‌ها کنترل‌شود.